# Thùa sợi
Thùa sợi hay dứa sợi Cuba, dứa sợi không gai, agao sợi (danh pháp: Agave sisalana) là loài thực vật có hoa trong họ Măng tây. Loài này được Perrine miêu tả khoa học đầu tiên năm 1838.

## Hình ảnh

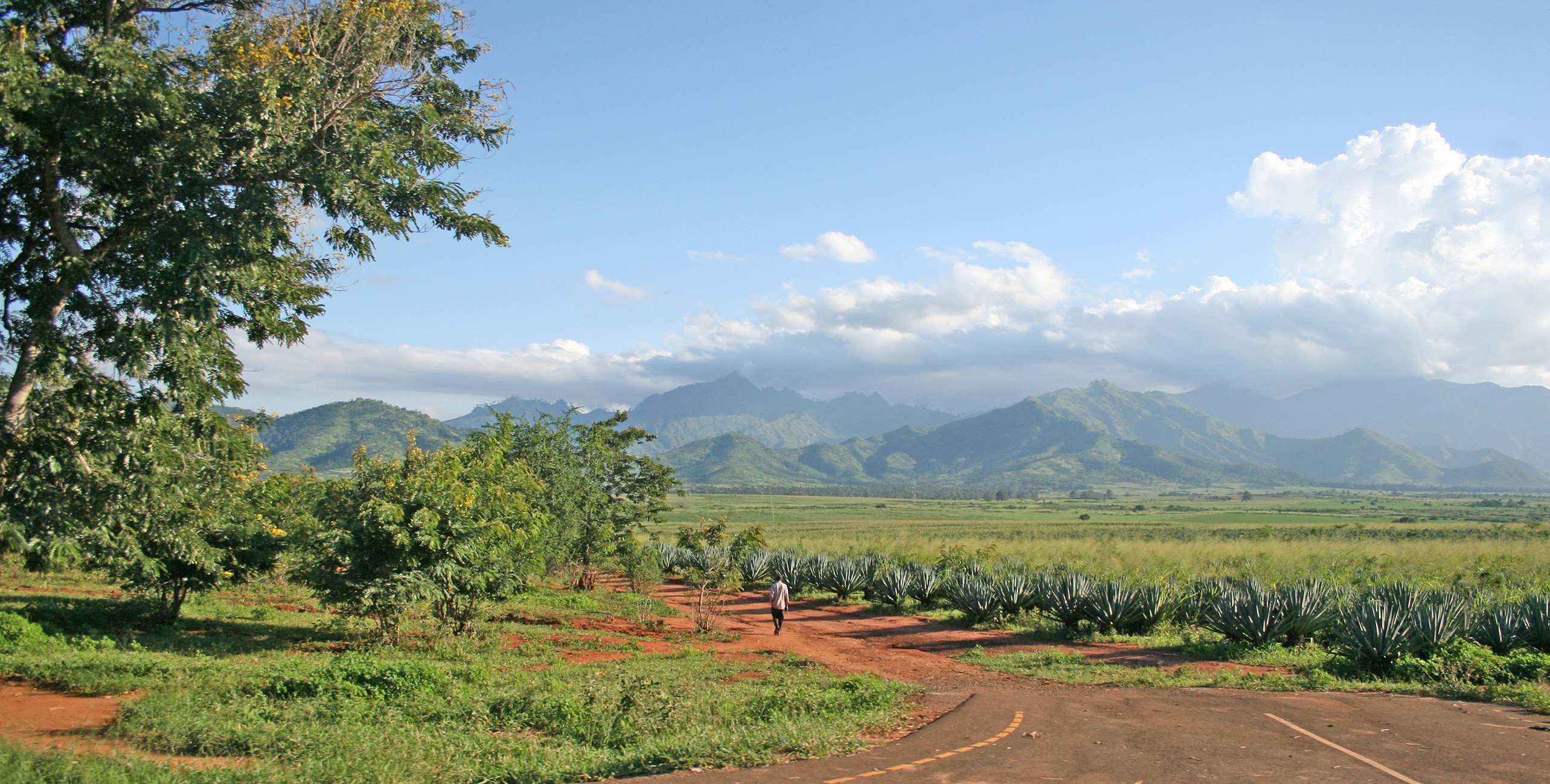
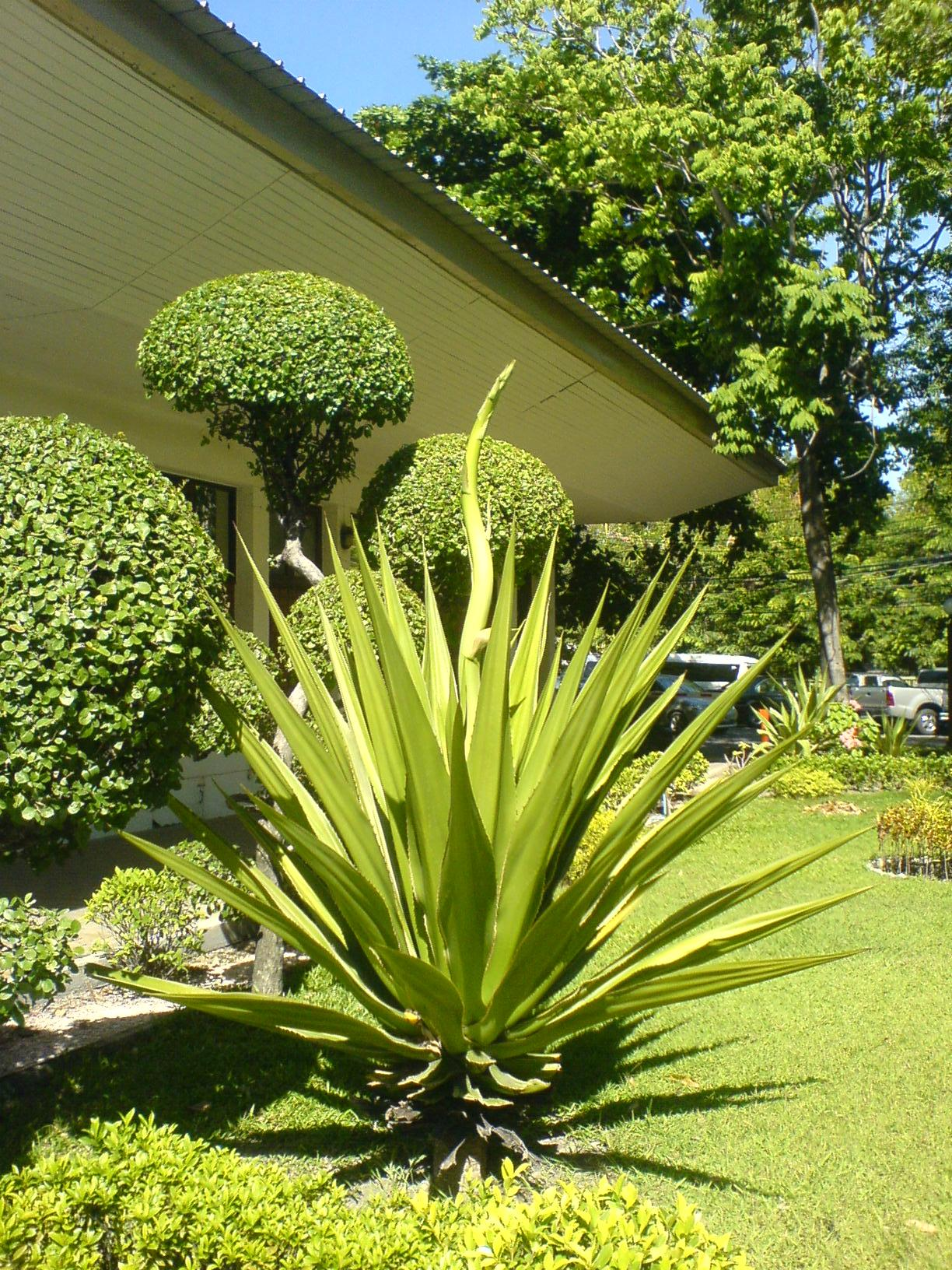
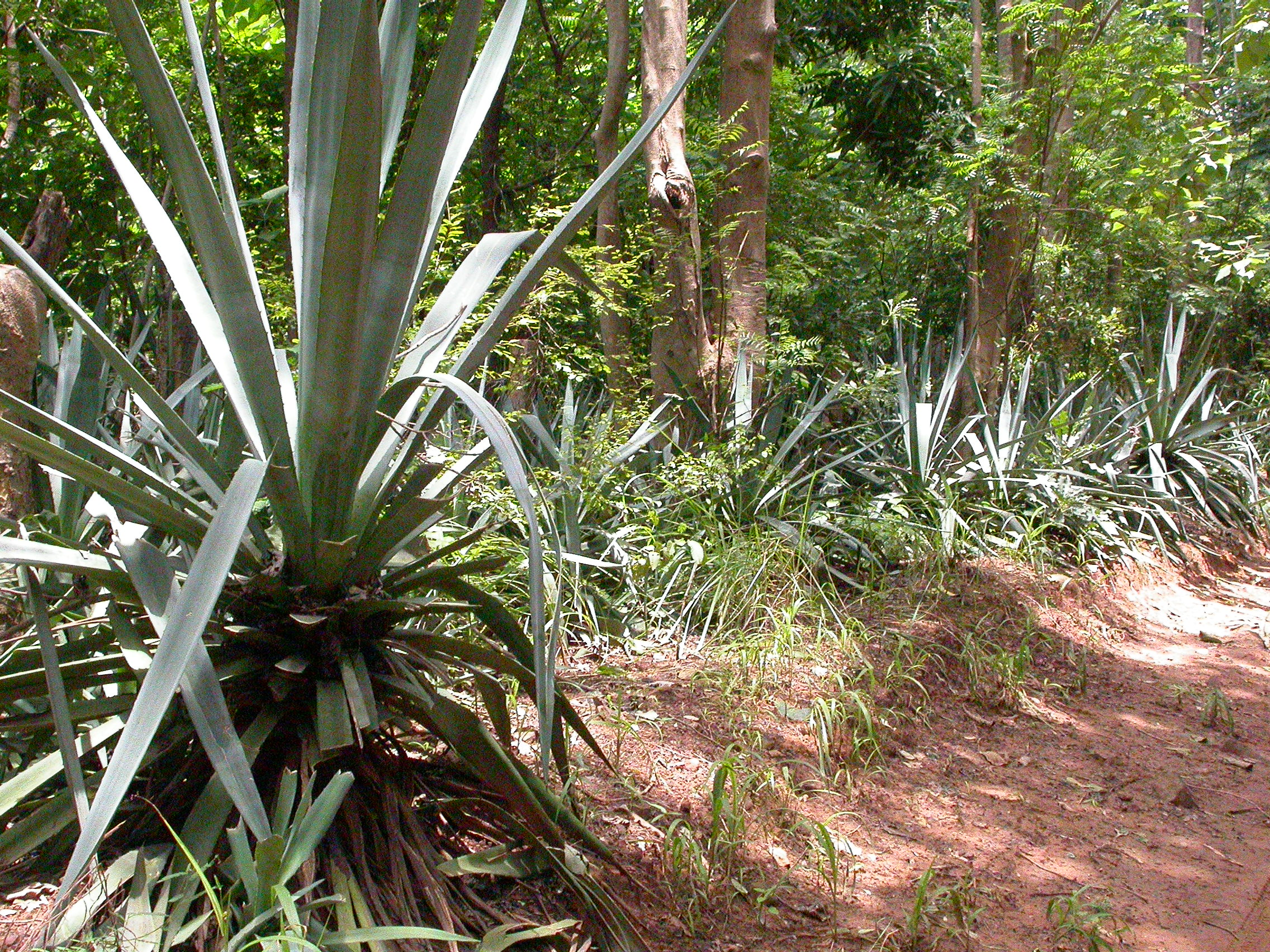
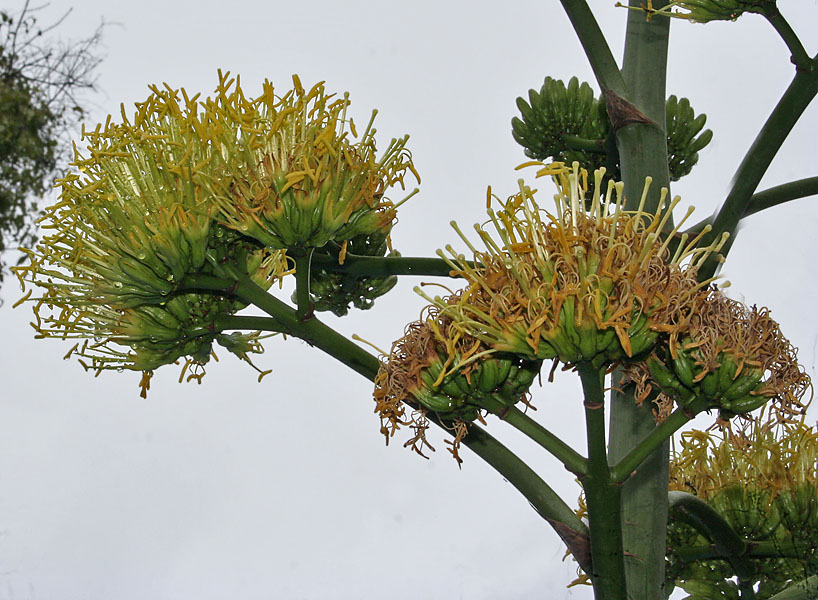